# Colibrí maragda cuablau
El colibrí maragda cuablau (Chlorostilbon mellisugus) és una espècie de colibrí.

## Descripció
Petit colibrí comú de color verd de les terres baixes humides. Els mascles són de color verd iridescent ric, amb una brillantor blavosa a la cara i el pit, i la cua blava profund. Amb poca il·luminació, apareix uniformement de color verd fosc. La femella té les parts inferiors grises i les galtes negres vorejades per sobre per una franja blanquinosa. Ambdós tenen un bec negre.
La femella pon els ous en nius petits amb forma de copa, damunt una branca horitzontal d'un arbre. El temps d'incubació és de tretze dies.
És una au de sabana, prades, cultius i àmbits oberts similars.

## Distribució
Habita la Serralada de la Costa, Illa de Margarita, els plans i sud de l'Orinoco a Veneçuela, de Costa Rica fins a Colòmbia, sud i orient de les Guaianes, Bolívia i el Brasil. Al Carib des d'Aruba fins a l'Illa de Trinitat.